# Green Ensign

Green Ensign

Le Green Ensign (littéralement « pavillon vert » en anglais) est un drapeau historique dont certains bateaux marchands irlandais du XIXe siècle été dotés. Ce drapeau est composé d’un champ vert avec une harpe dorée et avec l’Union Jack au canton.
Ce drapeau est apparu dans plusieurs plaques de drapeau historique :
- Graphique du drapeau de Downham en 1685
- Graphique du drapeau de 1700 de Len
- 1772 Encyclopédie française
- 1783 Démontrage universel des drapeaux navals de toutes les nations par Bowles
- 1799 Drapeaux de toutes les nations
- 1868 Nouvelle charte des emblèmes nationaux de Johnson
- 1889 Dessins de drapeaux de toutes les nations.
- Livre du drapeau national de National Geographic 1917